# Radio Onda Azul
Radio Onda Azul es una emisora de radio peruana, operada por el Obispado de Puno. Fue fundada en 1958, como una de las primeras emisoras de la región, además de las más sintonizadas de la zona.

## Historia
Se fundó el 13 de mayo de 1958, con el indicativo OBX-7B. Su rol inicial fue en la alfabetización radiofónica con ayuda de intérpretes aimaras, con 20 mil habitantes en los años 1960, para extenderse en las vivencias del quehacer diario de los campesinos en lenguas originarias. Entre su programación, mayormente de temática rural, estuvo el informativo local Pututo, estrenado en 1983.
En los años 1980, como una de las cinco radios religiosas en el país, el medio estuvo respaldado de otras organizaciones religiosas y partidos políticos de izquierda, con la meta de cambiar la cobertura regional frente a la influencia de la prensa de Lima enfocada solo en eventos violentos. Durante la etapa de terrorismo, en 1986, la radio realizó una campaña a favor de los derechos humanos pese a intenciones de amenaza de Sendero Luminoso. Posteriormente se alió con la Coordinadora Nacional de Radio y la Asociación Latinoamericana de Educación Radiofónica. Para los años 1990 su programación cuenta contenido religioso como evangelización.
En 2003 recibió el Premio Esteban Campodónico de la Universidad de Piura por los aportes a la sociedad. En 2008 obtuvo el premio del concurso de periodismo Cardenal Juan Landázuri Ricketts de la Conferencia Episcopal Peruana por la producción X Semana Social de la Iglesia.
En 2013 se instaló una nueva antena a orillas del lago Titicaca. En 2018 se anunció el proyecto de Radio Televisión Onda Azul.
En 2020 se estrenó la radionovela sobre la pandemia de COVID-19 Kawsayninchikkunaq Suyakuynin (Esperanza de vida), producida completamente en quechua y aimara, que posteriormente se trabajo al español. Esta radionovela se presentó también en formato historieta.